# Duras (Lot-et-Garonne)
Duras é uma comuna francesa na região administrativa da Nova Aquitânia, no departamento Lot-et-Garonne. Estende-se por uma área de 20,34 km². Em 2010 a comuna tinha 1 271 habitantes (densidade: 62,5 hab./km²).